# El mur dels oblidats
El mur dels oblidats (en francès: Le Mur des oubliés) és un documental francès realitzat pel director de cinema Joseph Gordillo. Aborda la història i l'amnèsia d'Espanya sobre les execucions de republicans durant la dictadura de Francisco Franco. Es desenvolupa en Valle de Abdalajís, província de Màlaga, lloc de la cerca. El director, net d'un republicà afusellat, desenvolupa el documental com la imatge d'un poble sobre la Guerra Civil i la repressió, mentre busquen les fosses comunes on estan enterrades les víctimes. Joseph Gordillo va afirmar:
| « | "Sempre vaig veure al meu pare amb angoixa, però no sabia per què la sentia. Amb els anys, vaig intuir que tenia a veure amb la foto de l'avi que penjava al final de les escales" | » |

Després de visitar la localitat malaguenya on va ser afusellat el seu avi en 2004, manté una conversa amb el seu pare, que l'il·lumina sobre aquells successos i realitza el documental.

## Argument
El realitzador Joseph Gordillo tracta de reconstruir la vida del seu avi, un maqui assassinat per la Guàrdia Civil en 1946 i, com molts altres, precipitada i clandestinament enterrat en una fossa comuna enfront de la paret del cementiri. Gordillo i el seu pare -que va emigrar a França després de la mort de l'avi- demanen a l'ajuntament l'exhumació del cos de l'avi per poder procedir a la seva rehabilitació i, al mateix temps, subratllar el seu valor simbòlic pel que fa a tots els que, durant la Guerra Civil i la postguerra van ser esborrats de la memòria col·lectiva d'Espanya. L'exhumació no es limita a ser un acte privat. Al contrari, convulsiona la localitat i es converteix gradualment en una recerca col·lectiva: els ancians del lloc parlen de la dictadura franquista, la terrible repressió durant la guerra i la postguerra i les execucions sumàries. Els ancians busquen rastres de fosses comunes i demanen l'Ajuntament que construeixi un monument en commemoració dels morts. Per la seva banda, els adolescents comproven que no saben qui va ser Franco. El documental combina la filmació de Gordillo amb esments i escenes d'esdeveniments històrics que il·lustren els tràgics fets d'aquest període fosc de la història d'Espanya.